# 侍 (テレビドラマ)
『侍』（さむらい）は、1960年11月6日から1961年5月14日までフジテレビ系列局で放送されていた関西テレビ製作の時代劇である。鈴木自動車工業（現・スズキ）の一社提供。全28話のオムニバス形式であった。放送時間は毎週日曜 21:00 - 21:45 （日本標準時）。

## 各回データ
- 第1回「人斬り新兵衛」（1960年11月6日）
  - 原作：海音寺潮五郎
  - 出演：岩井半四郎、田村高廣、杉裕之、佐竹明夫、森塚敏 ほか
- 第2回「命を売る武士」（1960年11月13日）
  - 原作：南條範夫
  - 出演：原保美、春日俊二、織田政雄、池田昌子、山岡久乃、須賀不二男 ほか
- 第3回「土佐犬」（1960年11月20日）
  - 原作：真山青果「人斬り以蔵」
  - 出演：西村晃、高友子、冨田浩太郎、永田靖、桑山正一、井上和行 ほか
- 第4回「難波村の仇討」（1960年11月27日）
  - 原作：司馬遼太郎
  - 出演：南原宏治、田崎潤、市川和子、若宮忠三郎 ほか
- 第5回「梅樹」（1960年12月4日）
  - 原作：山手樹一郎
  - 出演：若原雅夫、福田公子、太田博之、小松方正 ほか
- 第6回「三人の義士」（1960年12月11日）
  - 原作：田村栄太郎
  - 出演：南原宏治、織本順吉、中村萬之助、富士真奈美、原泉、山本礼三郎 ほか
- 第7回「阿地川盤嶽」（1960年12月18日）
  - 原作：白井喬二
  - 出演：嵐寛寿郎、佐々木孝丸、青江奈美、藤山竜一 ほか
- 第8回「生きていた光秀」（1960年12月25日）
  - 原作：山岡荘八
- *出演：芥川比呂志、宮口精二、三津田健、笈田勝弘 ほか
- 第9回「日日平安」（1961年1月1日）
  - 原作：山本周五郎
  - 出演：堀雄二、平幹二朗、松本染升、天草四郎、並木一路、鈴木光枝、加藤嘉 ほか
- 第10回「父子鷹」（1961年1月8日）
  - 原作：子母澤寛
  - 出演：宇津井健、山本礼三郎、沢阿由美、須賀不二男、本間文子 ほか
- 第11回「水野十郎左衛門」（1961年1月15日）
  - 原作：村上元三
  - 出演：岩井半四郎、武藤英司、高倉みゆき、山田晴生、河津清三郎 ほか
- 第12回「美しき侍」（1961年1月22日）
  - 原作：中山義秀
  - 出演：神山繁、河野秋武、川上康子、田島義文、桑山正一 ほか
- 第13回「大将首」（1961年1月29日）
  - 原作：山本周五郎
  - 出演：田崎順、高倉みゆき、明智十三郎、中村是好 ほか
- 第14回「十三才の戦士」（1961年2月5日）
  - 原作：長谷川伸
  - 出演：堀雄二、三条美紀、太田博之、浅野寿々子 ほか
- 第15回「畏れ多くも将軍家」（1961年2月12日）
  - 原作：南條範夫
  - 出演：佐野周二、一の宮あつ子、露口茂、清水元、小林昭二 ほか
- 第16回「戦国友情」（1961年2月19日）
  - 原作：大仏次郎「乞食大将」
  - 出演：河津清三郎、石黒達也、久松保夫、香川良介 ほか
- 第17回「梅花の契り」（1961年2月26日）
  - 原作：海音寺潮五郎
  - 出演：岡譲司、宝生あやこ、森川信、朝丘雪路、高野真二 ほか
- 第18回「白い密使」（1961年3月5日）
  - 原作：池波正太郎
  - 出演：清水彰、郡司八郎、宮本礦二朗、川口知子 ほか
- 第19回「仇討兄弟鑑」（1961年3月12日）
  - 原作：菊池寛
  - 出演：宇津井健、久米明、堀雄二、沢阿由美、三条美紀 ほか
- 第20回「槍一筋」（1961年3月19日）
  - 原作：山手樹一郎
  - 出演：田宮二郎、岩井半四郎、清水元、加藤武 ほか
- 第21回「朱蝶記」（1961年3月26日）
  - 原作：山本周五郎
  - 出演：南原宏治、庄司永建、松本朝生、志摩晶 ほか
- 第22回「我もし剣豪なりせば」（1961年4月2日）
  - 原作：丸根賛太郎
  - 出演：有島一郎、若山セツ子、上田吉二郎、磯野秋雄 ほか
- 第23回「裏長屋物語」（1961年4月9日）
  - 原作：山本周五郎「人情裏長屋」
  - 出演：若原雅夫、鳳八千代、藤原釜足、片山明彦、池内淳子、庄司永建 ほか
- 第24回「宮本武蔵一乗寺の決闘」（1961年4月16日）
  - 原作：吉川英治
  - 出演：岡田英次、馬淵晴子、小山明子、松本克平、佐竹明夫、蜷川幸雄、園井啓介 ほか
- 第25回「刺客」（1961年4月23日）
  - 原作：池波正太郎
  - 出演：小山田宗徳、河村弘二、根本嘉也、矢代京子、小林昭二 ほか
- 第26回「孤剣」（1961年4月30日）
  - 原作：戸川幸夫「金子健四郎」
  - 出演：北村和夫、沢阿由美、杉裕之、三津田健、有馬昌彦 ほか
- 第27回「妻敵討」（1961年5月7日）
  - 原作：近松門左衛門「鑓の権三重帷子」
- *出演：園井啓介、堀雄二、宝生あやこ、池田昌子、佐竹明夫、佐々木孝丸 ほか
- 第28回「国士無双」（1961年5月14日）
  - 原作：伊丹万作、伊勢野重任
  - 出演：北村和夫、河津清三郎、谷晃、川口知子、山本礼三郎、江幡高志、小林昭二、上田吉二郎、二見忠男 ほか